# Vitamina lipossolúvel
Vitaminas lipossolúveis são as vitaminas solúveis em lipídios e outros solventes orgânicos, porém não-solúveis em água. Para serem absorvidas, é necessária a presença de lipídios, além de bile e suco pancreático. Após a absorção no intestino, elas são transportadas através do sistema linfático até os tecidos onde serão armazenadas.
As vitaminas lipossolúveis são: A, a D, E e K. As vitaminas A e D são armazenadas principalmente no fígado e a E nos tecidos gordurosos.